# 斬鉄
斬鉄（ざんてつ）は、SNKの対戦型格闘ゲーム『幕末浪漫 月華の剣士』シリーズに登場する架空の人物。声優は大友龍三郎。

## キャラクター設定
歴史の表舞台で暗躍した忍者の1人。動乱によって多くの仲間を失い、ついには斬鉄1人となった。それ以後、自分の流派は最強であるのかどうかという疑問が生まれた。それは自分自身の弱さであると考えるようになり、「最強であるはずの自分の中に弱さがある」という矛盾となって苦悩し、自信を失う。「自分よりも強い者」の存在を許さず、自分こそが最強であるという確証を得るために、戦いを続ける。しかし、それは延々と人を斬り続けなければならない呪われた道でもあった。ある時、斬鉄は「魔人」を見たという噂を耳にする。その「魔人」を倒すことで最強の証を手に入れることができると考えた斬鉄は、「魔人」を探す旅に出る。
『一幕』のエンディングでは、「魔人」暁武蔵を倒すも、「うわさほどではない」として、「弱者を斬ったところで最強の証は得られない」と語る。自分よりも強い者を倒して最強の証を得るために、自分の命が果てるまで闘い続けることを悟る。そして、代々受け継がれてきた忍術は、斬鉄の孫・三太に受け継がれ、後世へと伝えられていく。そして、如月流忍術継承者である如月影二が背中を向けて小刀を構えている姿が映し出される。斬鉄の「我が拳を超えるもの、全てを絶つ」という信念は永い時を超えて受け継がれている。
第二幕『月に咲く華、散りゆく花』（以下『二幕』と表記）では、自分の余命が残り少ないことを悟り、愛する孫の三太に、自分の忍術をできる限り伝授し、里を後にする。闘いに明け暮れた人生に最後の花を咲かせるため、強者が集う地獄門へ向かうのであった。
『二幕』のエンディングでは、最終ボスの黄龍を倒した直後に吐血。その後に表示されるメッセージで、斬鉄が死んだことが示された（明確に死んだシーンの描写は無い）。孫の三太は如月流忍術を継ぐことを決意し、後に「二代目斬鉄」を名乗る。そして最強を求める志は、彼らより後の世代へも受け継がれていく。
傘を目深に被り、頭を黒装束で、体を衣で包んでいる。マントを身に付けており、戦闘中は技を出すごとにこれが靡く。
闘いにおいては容赦せずに相手を仕留める非情な忍者・斬鉄にも、家族である娘と孫がいる。宝物に孫の三太を挙げており、大事にしているようである。

## ゲーム上の特徴
リーチが短く攻撃力も低めなものの、忍者らしく動きが素早いほか、しゃがみキックから立ち弱斬りが目押しで連続ヒットする、必殺技からさらに別の必殺技につなげることができる、ジャンプCで簡単にめくりが狙えるなど、トリッキーな技を多数持つ。
『二幕』では、システム的に強いジャンプ中の相手に大ダメージを与えられるのが強み。ボタン同時押しによるジャンプA（→B→空中天魔落とし）により、剣質「力」「極」なら体力3分の1ほどのダメージを与えられる。これだけでも十分強いが、『力』だとそれ1回で剣質ゲージが満タンになる＝ガードキャンセル弾き使用可能になる。そしてそのガードキャンセル弾きからも上記のコンボが当たるため、ガードキャンセル待ちで異常な強さを発揮する。他にも地上での裏回りや空中コマンド投げなど、細かな部分も強化されており、総合的な強さは永久コンボを持ったキャラクターが相手でも優位に戦えるほど。

## 技の解説
如月影二にも受け継がれている技が多い。

### 通常技
| 操作         | 立ち     | しゃがみ | ジャンプ | 立ち（素手） | しゃがみ（素手） | ジャンプ（素手） |
| ------------ | -------- | -------- | -------- | ------------ | ---------------- | ---------------- |
| 弱斬り       | 骨破斬り | 薙ぎ骨破 | 貫き骨破 | 骨破斬り     | 薙ぎ骨破         | 貫き骨破         |
| 強斬り       | 霞払い   | 霧払い   | 木枯らし | 旋毛薙ぎ     | 霧払い           | 木枯らし         |
| 蹴り         | 菫折り   | 菖蒲折り | 杉倒し   | 欅貫き       | 檪倒し           | 杉倒し           |
| 弾き         | 空影陣   | 無影陣   |          |              |                  |                  |
| ダッシュ攻撃 | 霞払い   | 檪倒し   |          |              |                  |                  |
| 弾き後攻撃   | 虚影陣   | 虚影陣   |          |              |                  |                  |
| 打ち上げ斬り | 谷風     |          |          |              |                  |                  |
| 防御不可斬り | 流影陣   |          |          |              |                  |                  |

### 投げ技・特殊技
頭蓋砕き
通常投げ。相手の体を掴んで後方の地面に叩き付ける背負い投げ。
骨破斬り
後ろA。共通技。
谷風
共通の中段技。片手に持つ小刀を下から振るい上げる。
流影陣
『二幕』にて追加された防御不可斬り。両腕を合わせて気を充填させ、自分の前方に両腕を拡げて大きな気の刃を生み出す。
『一幕』の「流影陣」とは全くの別物。詳細は後述。
霞み斬り
しゃがみガード不能技。両腕に持った小刀で上から斬り付ける。攻撃後の硬直は長い。
『一幕』ではダッシュ中Bの特殊技、『二幕』では「影法師」からの派生技となった。
骸縫い
ダウン中の相手に対する追い討ち攻撃。斜めに苦無を投げ付ける。

### 奥義（必殺技）
流影陣
『一幕』での技。打撃技だが飛び道具を跳ね返すこともできる。追加入力で「流影刃」に派生可能。
流影刃（『一幕』）
「流影陣」からの派生技で、もう片方の小刀で斬り付ける。
流影刃（『二幕』）
モーションは『一幕』の「流影陣」と同じだが、当たった相手が浮き、様々な攻撃で追撃することができる。弱斬りからつながるほど発生が早いが、ガードされると反撃を受けやすい。
攻撃がヒットした際はジャンプを入力することで硬直をキャンセルすることができる。さらに、そのジャンプの予備動作も必殺技でキャンセルできる。これに前ダッシュを併用すると、画面端の相手に対して「流影刃」を何度でも決めることが可能。
鋼絶ち・改
『一幕』での技。強斬りのモーションから巨大な三日月状の飛び道具を放つ。通常の飛び道具を貫通する。
朧斬り
いわゆるサマーソルトキック。蹴りで相手を切り裂く。「力」は発生が遅い単発攻撃、「技」「極」では発生が早い多段攻撃である。反面、「力」よりも硬直時間が長い。『一幕』では素手でも出すことが可能。
気孔砲
昇華対応技。掌を揃えて前方へ突き出し、衝撃波を放つ。衝撃波は3ヒットし、3ヒット目を食らった相手は横に吹き飛んでダウン（「力」「極」）し、ダウン回避不可。剣質を問わず、弱斬りから連続技になる。「技」は「力」「極」よりも硬直時間が短い代わりに相手がダウンせず、ヒット効果はのけぞりとなる。
影法師
影のように前方へかなりの距離を高速移動する。無敵時間は存在しない。移動中にいずれかのボタンを押すとその場に止まるが、隙が大きくなる。相手の近くで出せば後ろにすり抜けることができたり、追加技が存在するなど、崩し効果が高い。ちなみに後ろにまわっても反対方向に出ても、追加技のコマンド入力方向は変わらない。
移動中に追加入力することで、以下の2つの技に派生できる。
断ち骨破
「影法師」からの派生技の1つで、横斬り攻撃を行う。食らった相手は横に吹き飛んでダウンし、ダウン回避も不可能。攻撃判定の発生の早さやリーチの長さに優れており、強斬りをキャンセルして「影法師」を出し、この「断ち骨破」を出しても連続でつながる。
霞み斬り
「影法師」からの派生技の1つで、両腕に持った小刀で上から斬り付ける。『一幕』での特殊技「霞み斬り」と同じくしゃがみガード不能で、ガードされた時の隙は大きい。『一幕』と異なるのは、2段技であることと、1段目を別の必殺技でキャンセルできることである。2段目を食らった相手はその場でダウンする。

骸縫い
空中から斜め下へ苦無を投げ付ける。攻撃判定は地上にしかないので、ジャンプされると当たらない。2回まで連続入力可能で、2段目はダウン技。ダウン中の相手に対する追い討ち攻撃としても使用可能。
弱と強とでは、苦無の射出速度や技を出すことが可能な高度、斬鉄の落下軌道などが異なる。
天魔落とし
コマンド投げ。相手を捕えて黒い衣で覆うと、飛び上がりつつ姿を消し、宙空を移動して相手の体を足で踏み付けた状態で地面に叩き付ける。通常投げ「頭蓋砕き」よりもやや間合いが広い。密着状態であれば、通常技をキャンセルして出せば連続でつながる。「力」ではダメージが高く、「気孔砲」と並んで斬鉄のダメージ源となる。
『一幕』では「流影陣」からキャンセルで出すことも可能。
水面隠れ
マントを下から振り上げて、自分の姿を一定時間消す。姿が完全に消えてからは、再び完全に姿を見せるまで、相手の攻撃を食らっても消えたままとなる。時間が経つにつれて、斬鉄の姿が数瞬ごとに映し出される。
天魔脚
空中から降下しつつ蹴りを出す。地上の相手に対しては蹴りを4発見舞い、追加入力で、「転輪」を出すことができる。ジャンプ攻撃をキャンセルして出すことが可能。
転輪
「天魔脚」からの追加入力技で、後方転回しながら蹴りを出す。

### 超奥義（超必殺技）
蟷螂双刃
『一幕』での超奥義。斬撃を4発見舞う。追加入力で、以下の「流影・阿→流影・吽」および「朧鎌・阿→朧鎌・吽」という2つのルートに派生できる。この技は、派生攻撃まで決めることで初めて完成する。
流影・阿
「蟷螂双刃」からの派生攻撃「流影」の1つ。複数の斬撃から「気孔砲」を叩き込む。
流影・吽
「流影・阿」から、さらに複数の斬撃を決めてとどめを刺す。
朧鎌・阿
「蟷螂双刃」からの派生攻撃「朧鎌」の1つ。相手を空中に打ち上げて攻撃する。
朧鎌・吽
「朧鎌・阿」から、急降下しつつ蹴りを放つ。

断鋼刃
『二幕』での超奥義。「流影刃」のモーションで下から斬り上げた後に、「鋼絶ち・改」と同じ巨大な三日月状の飛び道具を前方へ飛ばす計2段攻撃の技。最初の斬り上げ攻撃はしゃがみガード不可。強斬りや「気孔砲」から連続でつながる。
剣質「技」「極」で体力点滅時かつゲージ満タンの時限定だが、近距離ヒットで崩れ落ちる相手に乱舞奥義が連続ヒットする。このあと画面端付近であれば乱舞奥義の打ち上げルートから再び「断鋼刃」を当てることができる。ただしコンボ補正のため、2回目の断鋼刃のダメージは微々たるもの。

### 潜在奥義
闇狩り
コマンド投げの「天魔落とし」を強化した技。相手を捕えて黒い衣で覆い、そのまま飛び上がりつつ姿を消すと、宙空で何度も往復しながら相手の体を斬り付け、とどめに真上から斬り捨てて着地する。相手は血を噴き出して吹き飛びダウンする。

### 乱舞奥義
蟷螂双刃
『二幕』での乱舞奥義。類型は御名方守矢や李烈火と同じくテクニカルタイプである。ボタンを押していくタイミングが、他のキャラクターと比べて難しい。